# 瓦夫尔地区鲁夫尔
瓦夫尔地区鲁夫尔（法語：Rouvres-en-Woëvre，法語發音：[ʁuv ɑ̃ wavʁ]）是法国默兹省的一个市镇，位于该省东北部，属于凡尔登区。

## 地理
瓦夫尔地区鲁夫尔（49°13'8"N, 5°41'22"E）面积16.74 平方千米，位于法国大東部大區默兹省，该省份为法国西北部内陆省份，北与比利时接壤，西接马恩省和阿登省，南至上马恩省和孚日省，东临默尔特-摩泽尔省。
与瓦夫尔地区鲁夫尔接壤的市镇（或旧市镇、城区）包括：瓦尔克、阿夫莱维尔、贝尚、贡德勒库尔-艾克斯、阿梅勒叙莱唐、瓦夫尔地区班维尔、多马里-巴龙库尔、埃坦、埃通、拉内尔。

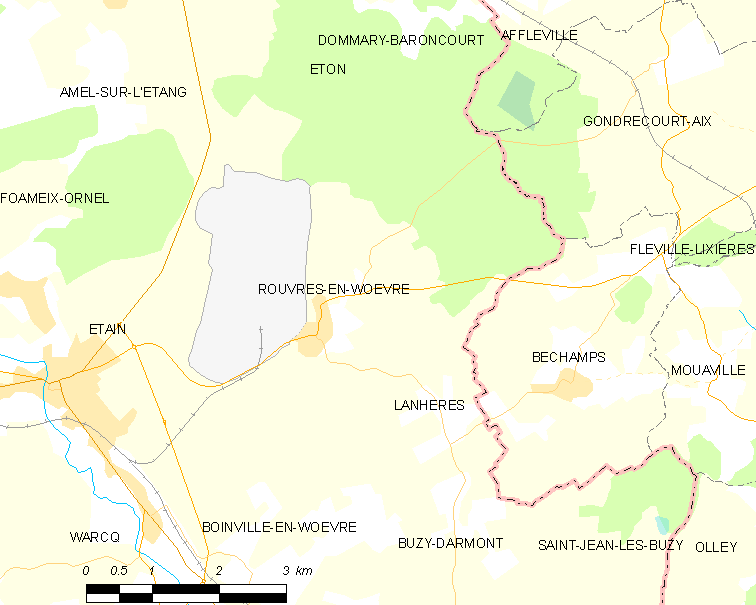
瓦夫尔地区鲁夫尔的OSM定位图

瓦夫尔地区鲁夫尔的时区为UTC+01:00、UTC+02:00（夏令时）。

## 行政
瓦夫尔地区鲁夫尔的邮政编码为55400，INSEE市镇编码为55443。

## 政治
瓦夫尔地区鲁夫尔所属的省级选区为布利尼县。

## 人口

1962-2008年间瓦夫尔地区鲁夫尔人口变化图示

瓦夫尔地区鲁夫尔于2022年1月1日时的人口数量为589人。